# Richard Baseleer
Richard Baseleer, né le 30 mars 1867 à Anvers et mort le 20 février 1951  à Genève, est un peintre impressionniste, aquarelliste et graveur belge, connu pour ses marines.

## Biographie

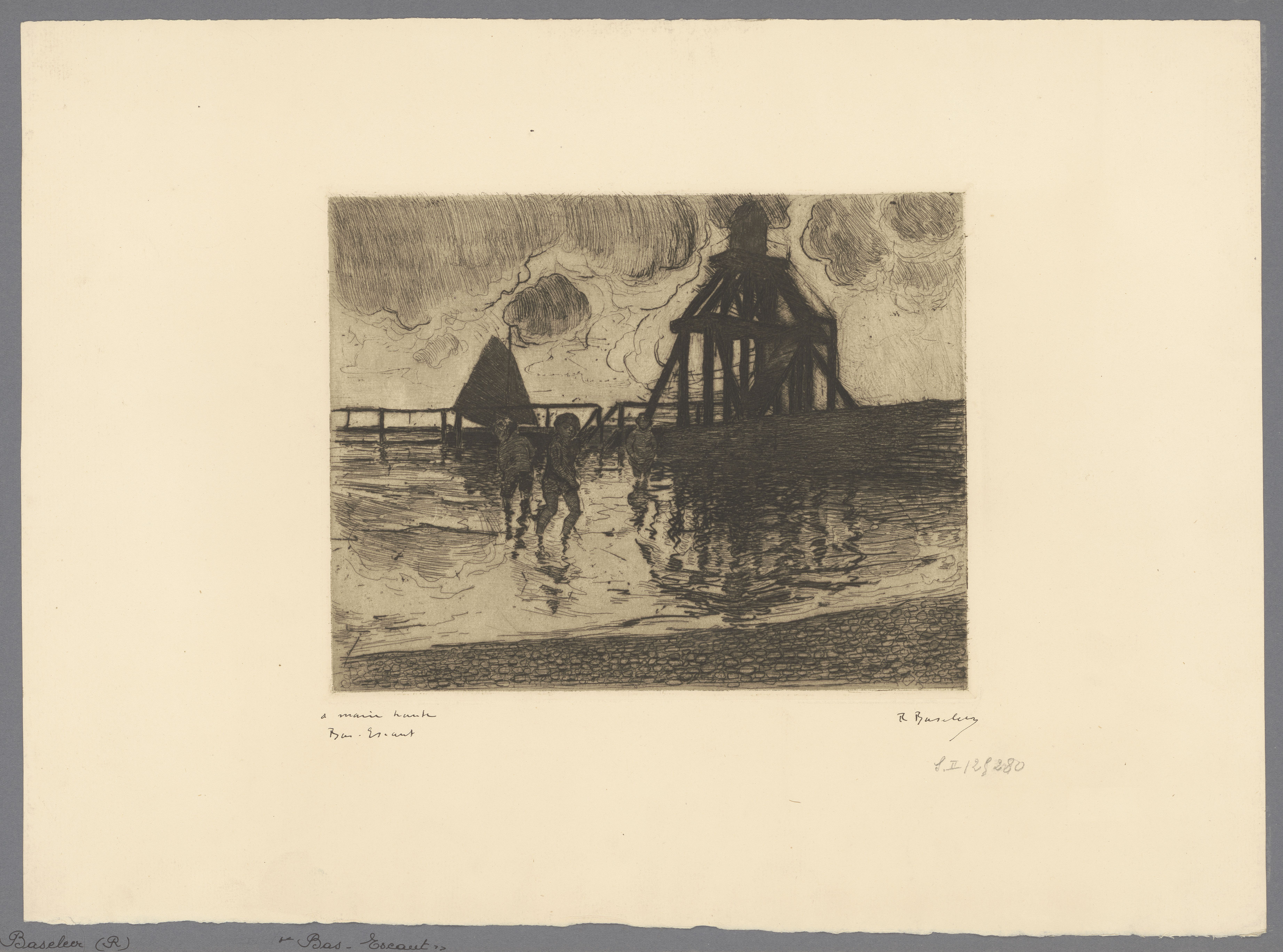
A marée haute, estampe par Richard Baseleer, Cabinet des Estampes de la Bibliothèque royale de Belgique, S.II 125280
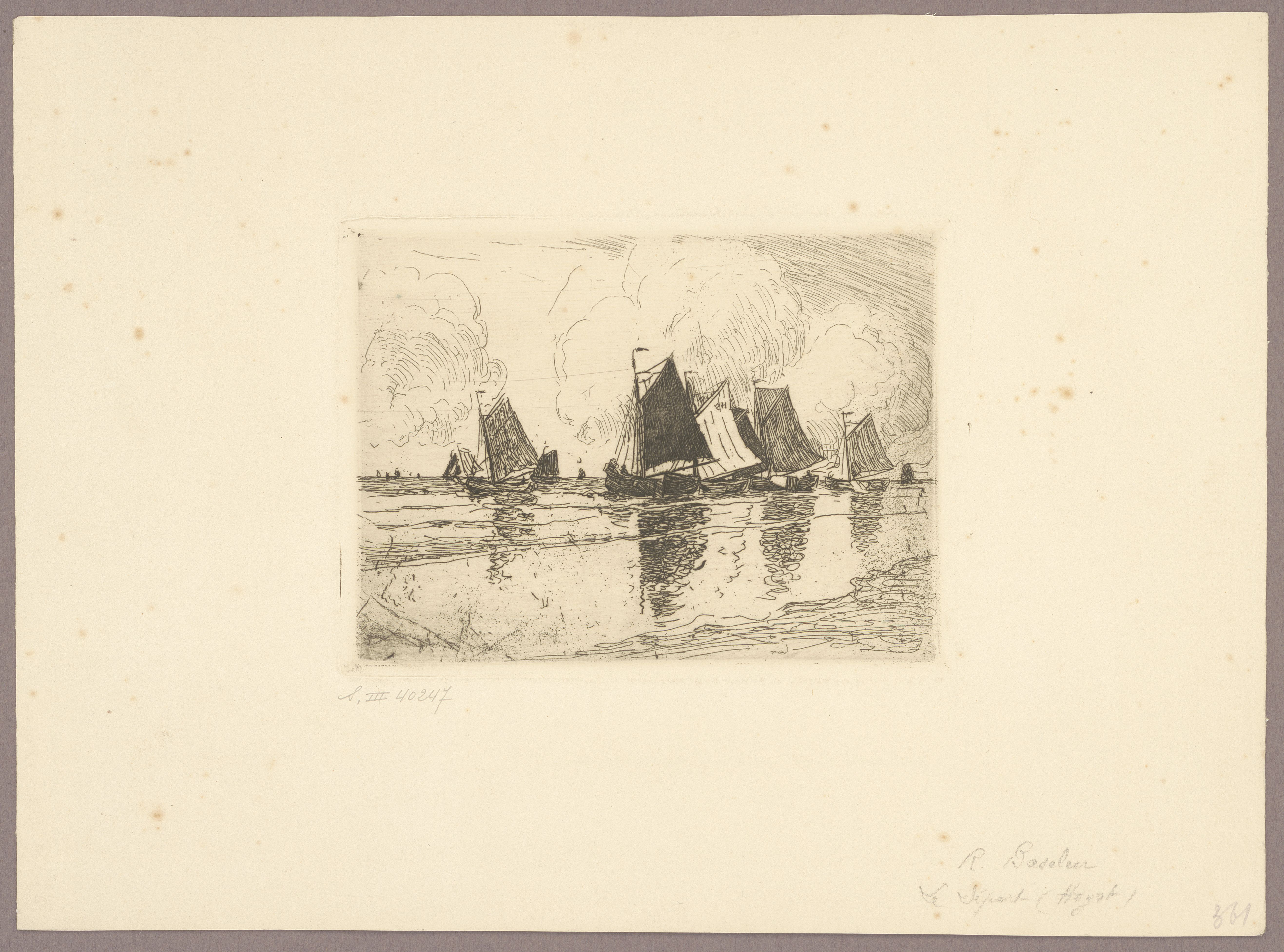
Le départ (Heyst), estampe par Richard Baseleer, Cabinet des Estampes de la Bibliothèque royale de Belgique, S.III 40247
L'artiste en train de peindre au bord de la mer, aquarelle par Richard Baseleer, 1917, Cabinet des Estampes de la Bibliothèque royale de Belgique, F 16036
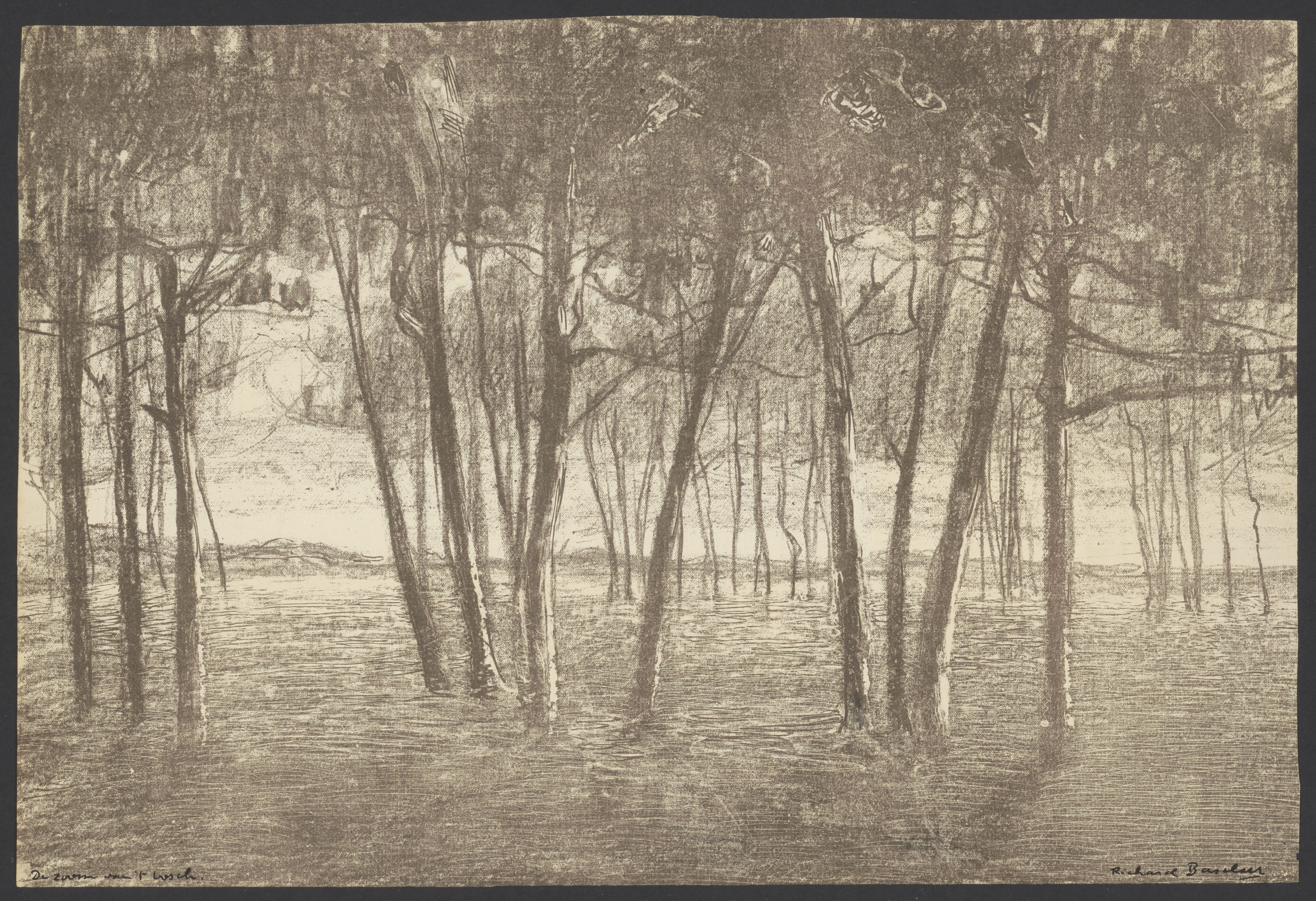
La lisière de la forêt, estampe par Richard Baseleer, Cabinet des Estampes de la Bibliothèque royale de Belgique, S.V 43660
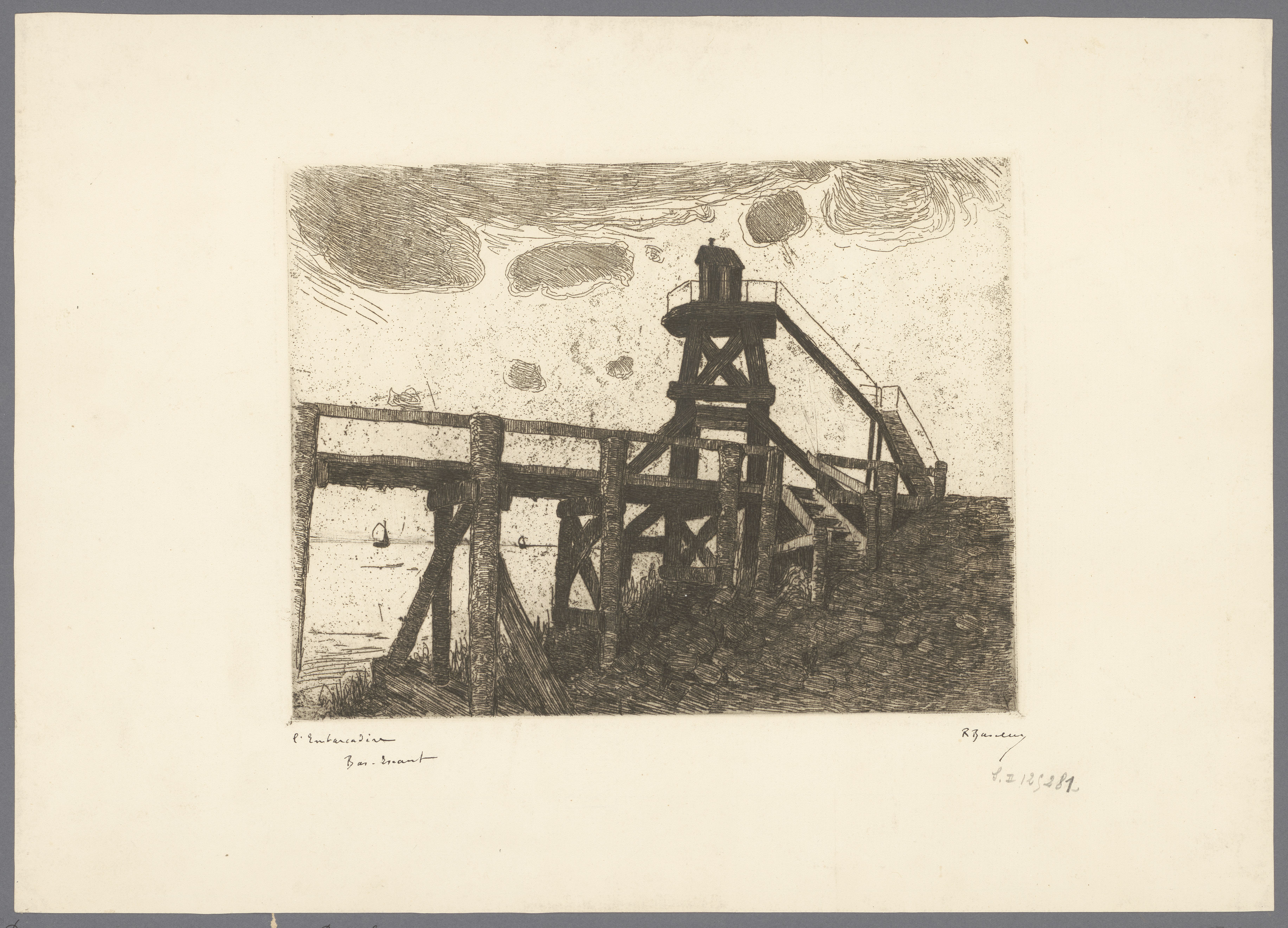
L'embarcadère, estampe par Richard Baseleer, Cabinet des Estampes de la Bibliothèque royale de Belgique, S.II 125281